# Paul Fitzgerald (Maler)
Paul Desmond Fitzgerald AM (* 2. August 1922 in Hawthorn, Victoria, Australien; † 24. Juni 2017 in Kew, Victoria, Australien) war ein australischer Porträtmaler.

## Leben und Wirken
Paul Fitzgerald wurde als zweiter Sohn von Frank Fitzgerald – Journalist und Kunstkritiker bei The Argus und The Age – und dessen Frau Margaret geb. Poynton geboren.
Er besuchte das Xavier College im Stadtteil Kew von Melbourne und studierte von 1940 bis 1943 und von 1946 bis 1947 Porträtmalerei an der National Gallery of Victoria Art School, unterbrochen durch den Dienst in der Australian Army während des Zweiten Weltkriegs.
1949 verdiente er sich während einer Überfahrt nach London Geld, indem er mitreisende Passagiere porträtierte. Er verbrachte insgesamt fünf Jahre in London und konnte sich durch seine Porträtmalerei Reisen nach Frankreich, Italien und Spanien leisten, um dort Museen und Galerien zu besuchen. Zu den Porträtierten gehörten bekannte Persönlichkeiten wie die früheren Generalgouverneure von Australien Alexander Hore-Ruthven und William Slim und der Marineoffizier und Privatsekretär von Prinz Philip Michael Parker (1920–2002). Er lernte auch dessen Schwester, die Schauspielerin und Fernsehmoderatorin Mary Parker (* 1930) kennen und traf beide in Australien wieder, wo sie anlässlich der Eröffnung der Olympischen Sommerspiele 1956 in Kew wohnten. 1957 heirateten er und Mary Parker in der Kapelle des Xavier Colleges.
Paul Fitzgerald war 1974 Gründer der Australian Guild of Realist Artists und bis 1981 deren erster Präsident.
Er war Vater von sieben Kindern, drei Söhnen (von denen einer verstorben ist) und vier Töchtern. Seit etwa 2004 hatte er die Parkinson-Krankheit.

## Ehrungen
- 1997: Member des Order of Australia[2]
- 1997: Ritter des Souveränen Malteserordens

## Werk
Paul Fitzgerald porträtierte Angehörige der britischen Königsfamilie, Politiker, Juristen, Wissenschaftler, Künstler, Sportler und weitere Personen des öffentlichen Lebens; er malte weltweit in fünfzehn Ländern.
Zwei Mal porträtierte er die britische Königin Elisabeth II., und zwar 1967 und 1977 als offizielles Porträt zu ihrem silbernen Thronjubiläum.
Drei Mal gehört er zu den Finalisten des Archibald Prize, 1958 mit einem Porträt des Richters Robert Vincent Monahan, 1962 mit einem Porträt von Robert Menzies und 1972 mit einem Porträt von Henry Bolte.
Weitere Porträts bekannter Persönlichkeiten sind:
- Bernard Heinze, Dirigent, 1957[8]
- Vivien Leigh, Schauspielerin, 1961[9]
- James Robert Knox, Kardinal, 1974[10]
- Philip, Duke of Edinburgh, Prinzgemahl von Königin Elisabeth II., 1976[11]
- Lindsay Thompson, Politiker, 1982[12]
- James Gobbo, Politiker, 1983[13]
- Edward, 2. Duke of Kent, Cousin von Königin Elisabeth II., 1999[14]

- Johannes XXIII., Papst[15]
- Hisamuddin Alam Shah, König von Malaysia
- Charles, Prince of Wales als Thronfolger des Vereinigten Königreiches
- Douglas Copland, Wirtschaftswissenschaftler und Diplomat[16]
- Allan Border, Cricketspieler[17]
- Lew Hoad, Tennisspieler
- Neale Fraser, Tennisspieler
- Lionel Rose, Boxer

Seine Arbeiten befinden sich in öffentlichen Sammlungen wie der National Portrait Gallery in Canberra und in privaten Sammlungen.